# Eremohaplomydas desertorum
Eremohaplomydas desertorum är en tvåvingeart som beskrevs av Joseph Charles Bequaert 1959. Eremohaplomydas desertorum ingår i släktet Eremohaplomydas och familjen Mydidae.
Artens utbredningsområde är Namibia. Inga underarter finns listade i Catalogue of Life.